# Johannes de Klerk
Johannes de Klerk o Jan De Klerk (Burghersdorp, 22 luglio 1903 – Krugersdorp, 24 gennaio 1979) è stato un politico sudafricano, più volte ministro e senatore.

## Biografia
Nato a Burghersdorp, egli era il primogenito del Reverendo Willem de Klerk e di Aletta Johannes van Rooy. Studiò a Potchefstroom, poi dal 1923 al 1926 studiò alla Potchefstroom University College dove ottenne la bachelor of Arts (BA) e il diploma di Higher Education. In questi anni fu attivamente coinvolto nella politica studentesca: infatti dal 1925 al 1926 fu presidente del Consiglio Rappresentativo Studentesco. L'11 aprile 1927 sposò Hendrina Cornelia Coetzer, dalla quale ebbe due figli: Willem (Wimpie) Johannes, giornalista di tendenze liberali, analista politico e uno dei fondatori del Democratic Party e il ben più famoso F.W. de Klerk, ultimo presidente dell’apartheid.
Fra il 1927 e il 1945 insegnò a Nylstroom e di seguito fu nominato preside alla scuola media Afrikaans di Primose East. Egli fu poi nominato segretario dell'unione per la protezione dei lavoratori bianchi con lo scopo di combattere il comunismo negli ambienti proletari del Witwatersrand. Nel gennaio 1947 divenne Segretario Organizzativo del National Party per la provincia del Rand. Nell'agosto 1948 raggiunse la carica di Primo segretario del National Party del Transvaal ed ottenne il compito di organizzare una efficace campagna elettorale per le elezioni provinciali del 1949.
Nel 1954 fu nominato ministro del Lavoro e dei Lavori Pubblici, ma obiezioni furono sollevate su questa sua rapida ascesa nei ranghi politici per il fatto che ebbe tali cariche dal Primo Ministro, l'avvocato Johannes Gerhardus Strijdom che era suo cognato. Lo stesso anno fu nominato Senatore. Negli anni a seguire fece continuamente parte dell'esecutivo ottenendo i seguenti ministeri:
Lavoro e dei Lavori Pubblici (1954-1958);
Lavoro e Miniere (1958-1961);
Affari Interni, Lavoro e Immigrazione (1961);
Affari Interni, Istruzione, Arti e Scienze (1961-1966);
Istruzione, Arti, Scienze e Istruzione (1966-1967);
Pubblica Istruzione (1967-1968).
De Klerk dette un forte contributo nella fondazione della Rand Afrikaans University e della Università di Port Elizabeth. Per molti anni fu il rettore della Potchefstroom University for Higher Education. Le Università di Potchefstroom e di Port Elizabeth gli conferirono dottorati per il suo enorme contributo all'istruzione.
Nel 1967 si fece seriamente il suo nome come Presidente del Sudafrica, ma ciò non avvenne. L'anno seguente gli fu proposto di presentarsi come candidato a tale carica ma rifiutò e offrì il suo sostegno all'elezione di Jacobus Johannes Fouché. Nel giugno 1969 ottenne la carica di Presidente del Senato carica che abbandonò nel 1976, trascorrendo i suoi ultimi anni in una fattoria a Krugersdorp, dove morì il 24 gennaio 1979.

## Riconoscimenti
Una scuola a Krugersdorp porta il suo nome per il suo contributo offerto all'istruzione in quella parte del Paese.